# Sistema de pouso por instrumentos

Funcionamento do ILS mostrando o padrão de emissão do localizer e do glideslope.

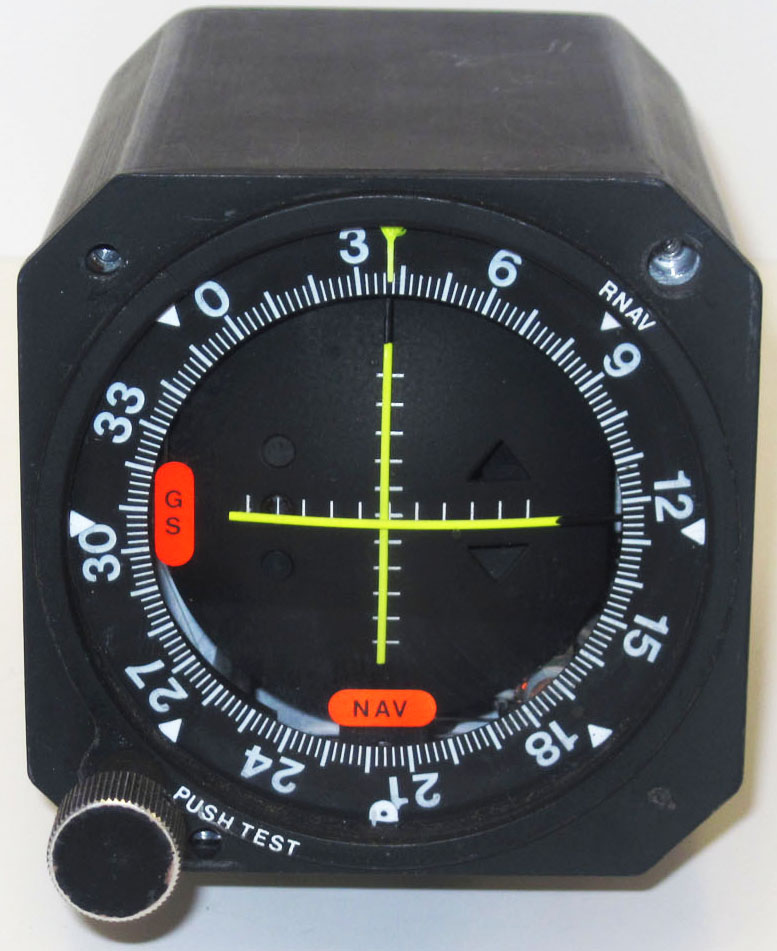
Aparelho indicador analógico de ILS

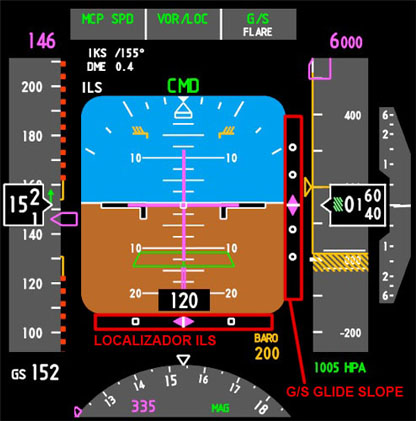
Indicador ILS no Display Eletrônico de um Boeing 737

O sistema de pouso (português brasileiro) ou aterragem (português europeu) por instrumentos, também conhecido pela sigla ILS (do inglês instrument landing system) é um sistema de aproximação por instrumentos, que dá uma orientação precisa ao avião que esteja na fase de aproximação final de uma determinada pista, desde que ele tenha os equipamentos necessários para isso.
O ILS consiste, na verdade, em dois sistemas distintos: um deles mostra a orientação lateral do avião em relação à pista (localizer), e o outro mostra o ângulo de descida, ou orientação vertical (glideslope).
Trata-se de um sistema fundamentado na transmissão de sinais de rádio, os quais são recebidos, processados por computadores da aeronave e apresentados em seus instrumentos de bordo. A aproximação por ILS (Instrument Landing System) é também chamada de "Aproximação de Precisão" (Precision Approach) por contar com as informações do Localizador em VHF (Very High Frequency) e do Glide Slope em UHF (Ultra High Frequency), fornecendo informações para o alinhamento com o eixo da pista e com a trajetória correta de planeio para o pouso.

## Localizador
A antena do Localizador ou "LOC" (do inglês localizer) está situada 1000 ft (cerca de 300 m) após a cabeceira oposta à qual se executa a aproximação, emitindo sinal de rádio modulado em 90 Hz e 150 Hz, separados no alinhamento da pista, com um alcance aproximado de 18 milhas, com cobertura de 35º para cada lado do eixo até aproximadamente 10 milhas e de 10° para cada lado prolongamento do eixo central da pista após 10 milhas. Esses equipamentos têm como finalidade fornecer indicação do eixo central da pista. Uma vez que a frequência de ILS foi colocada no sistema de navegação do avião (NAV1), o sistema provê informações que desviam a barra vertical do sistema de ponteiros cruzados (crosspointer) proporcionalmente, de maneira que à medida que o piloto (ou piloto automático) aproximam o ponteiro do centro do instrumento, leva a aeronave a se alinhar no eixo da pista.

## Glide Path
A antena do Glide Path (GP) está localizada entre 750 e 1250 ft da cabeceira da pista (próximo ao ponto onde a aeronave normalmente toca a pista) e tem a finalidade de fornecer o ângulo de planeio correto (coloquialmente denominado "rampa de pouso" ou "rampa eletrônica de pouso") durante uma aproximação. Esse ângulo de inclinação da rampa é geralmente de 3.0°, porém ângulos maiores poderão ser usados para evitar obstáculos, assim como ângulos menores poderão ser usados para atender a requisitos especiais de certos aeródromos militares ou privados.
O GP opera com frequências na faixa de UHF e sua sintonia é automática, associada à frequência do Localizador (LOC).

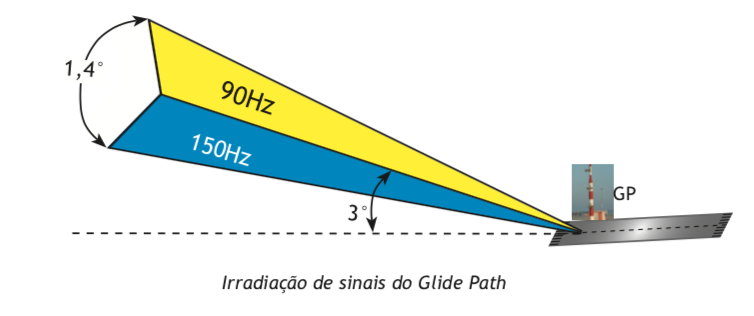
Irradiação de sinais do Glide Path

## Marcadores
Algumas instalações possuem os Marcadores junto com o ILS. Quando o avião recebe a transmissão de um marcador, um sinal visual é mostrado ao piloto e outro sonoro é reproduzido, operado numa frequência de 75 MHz, cuja finalidade é fornecer informações de distância em relação à cabeceira da pista.

### Marcador externo
O marcador externo ou "OM" (do inglês outer marker) fica localizado a aproximadamente 7200m (3.9 NM) da pista. Seu módulo são duas barras por segundo com uma frequência de 400Hz e seu indicador é azul.

### Marcador médio
O marcador médio ou "MM" (do inglês middle marker) fica localizado a aproximadamente 1050m da pista. Seu módulo são barras e pontos alternados com uma frequência de 1300Hz. Tem o propósito de avisar o piloto que o contato visual com a pista é iminente.

### Marcador interno

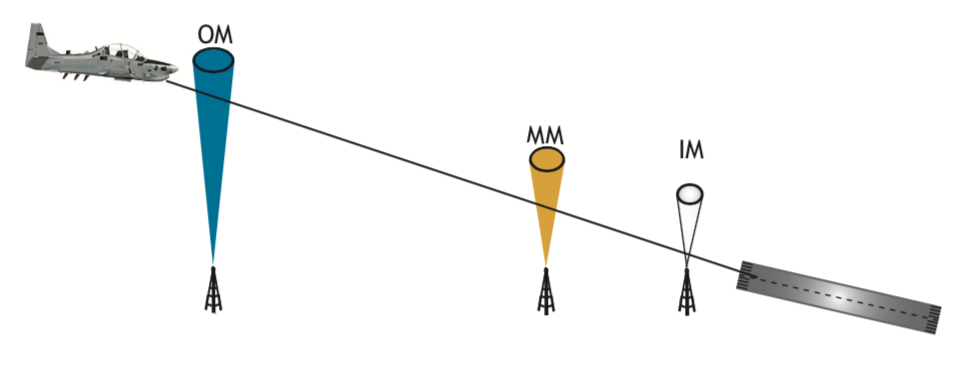
Marcadores OM MM IM

O marcador interno ou "IM" (do inglês inner marker) fica localizado a aproximadamente 300m da pista. Tem o propósito de avisar o piloto, quando em condições de baixa visibilidade, da chegada iminente à pista. Seu módulo é 6 pontos por segundo na frequência de 3000MHz.

## Categorias
- Categoria I - Uma aproximação por instrumento de precisão e pouso com uma altura de decisão não menor que 60 m (200 pés) e visibilidade não menor que 800m ou contato visual com a pista não menor que 550 m.[5]
- Categoria II - Uma aproximação por instrumento de precisão e pouso com uma altura de decisão menor que 60 m (200 pés) mas não menor que 30 m (100 pés), e contato visual com a pista não menor que 350 m.[6]
- Categoria III -  Esta categoria possui as seguintes sub-divisões:

1. Categoria III A - Uma aproximação por instrumento de precisão e pouso com uma altura de decisão menor que 30 m (100 pés), ou nenhuma altura de decisão e contato visual com a pista não menor que 200 m.[7]
2. Categoria III B - Uma aproximação por instrumento de precisão e pouso com uma altura de decisão menor que 15 m (50 pés), ou nenhuma altura de decisão e contato visual com a pista menor que 200 m mas não menor que 50 m.[8]
3. Categoria III C - Uma aproximação por instrumento de precisão e pouso sem altura de decisão e sem restrições de visual da pista.[9]

Uma aproximação Categoria I pode ser efetuada manualmente. As regras para Categoria II variam de acordo com cada país: o FAA (EUA) permite que o pouso seja feito manualmente, enquanto os países da Europa que seguem a EASA exigem o acoplamento do piloto automático nesta categoria. Já na categoria III é requerido o uso do Piloto Automático, sendo necessário a capacidade de efetuar a aterrissagem de forma automática.